# International premium rate service
International premium rate service (IPRS) — международный сервис телефонных премиум-сервисов, используемых посредством специальных телефонных номеров в телефонной сети общего пользования. Будучи интернациональным, сервис размещён на телефонном коде +979.
Специально для этого сервиса Международный союз электросвязи (МСЭ) рекомендует использовать 4 модификатора для подобных номеров:
| Телефонная зона | Модификатор | Назначение зоны    |
| --------------- | ----------- | ------------------ |
| +979 1          | 1           | «Высокая нагрузка» |
| +979 3          | 2           | «Средняя нагрузка» |
| +979 5          | 3           | «Низкая нагрузка»  |
| +979 9          | Special     | «Специальное»      |

## Использование
Немецкая хакерская группировка FinFisher использует номера IPRS для Android-троянов.